# Марцянкі
Марцянкі (пол. Marcjanki) — село в Польщі, у гміні Сомпольно Конінського повіту Великопольського воєводства.
Населення — 138 осіб (2011).
У 1975—1998 роках село належало до Конінського воєводства.

## Демографія
Демографічна структура станом на 31 березня 2011 року:
|          | Загалом | Допрацездатний вік | Працездатний вік | Постпрацездатний вік |
| -------- | ------- | ------------------ | ---------------- | -------------------- |
| Чоловіки | 66      | 17                 | 45               | 4                    |
| Жінки    | 72      | 14                 | 39               | 19                   |
| Разом    | 138     | 31                 | 84               | 23                   |